# Улица Джанаева (Владикавказ)

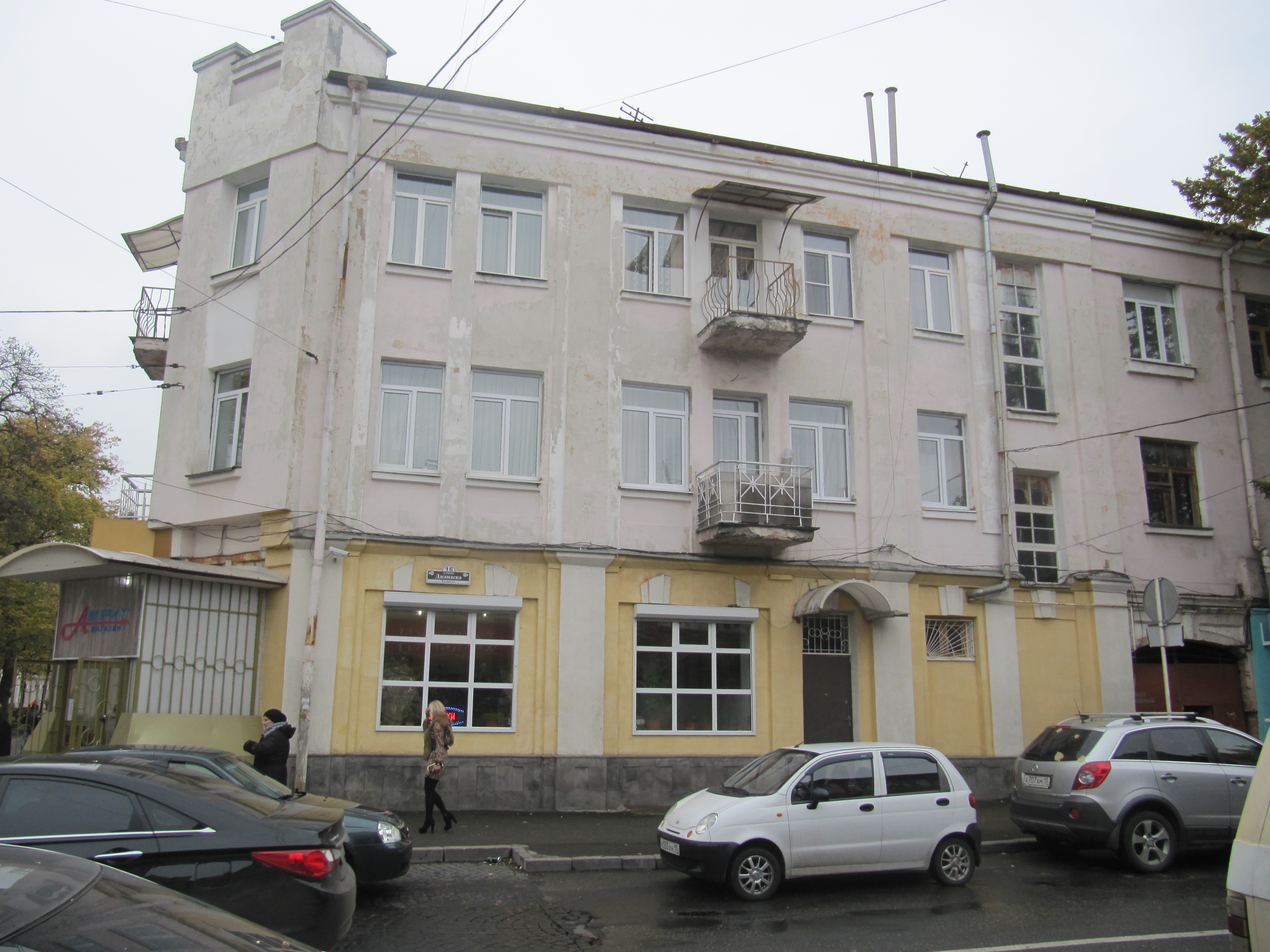
Дом № 16

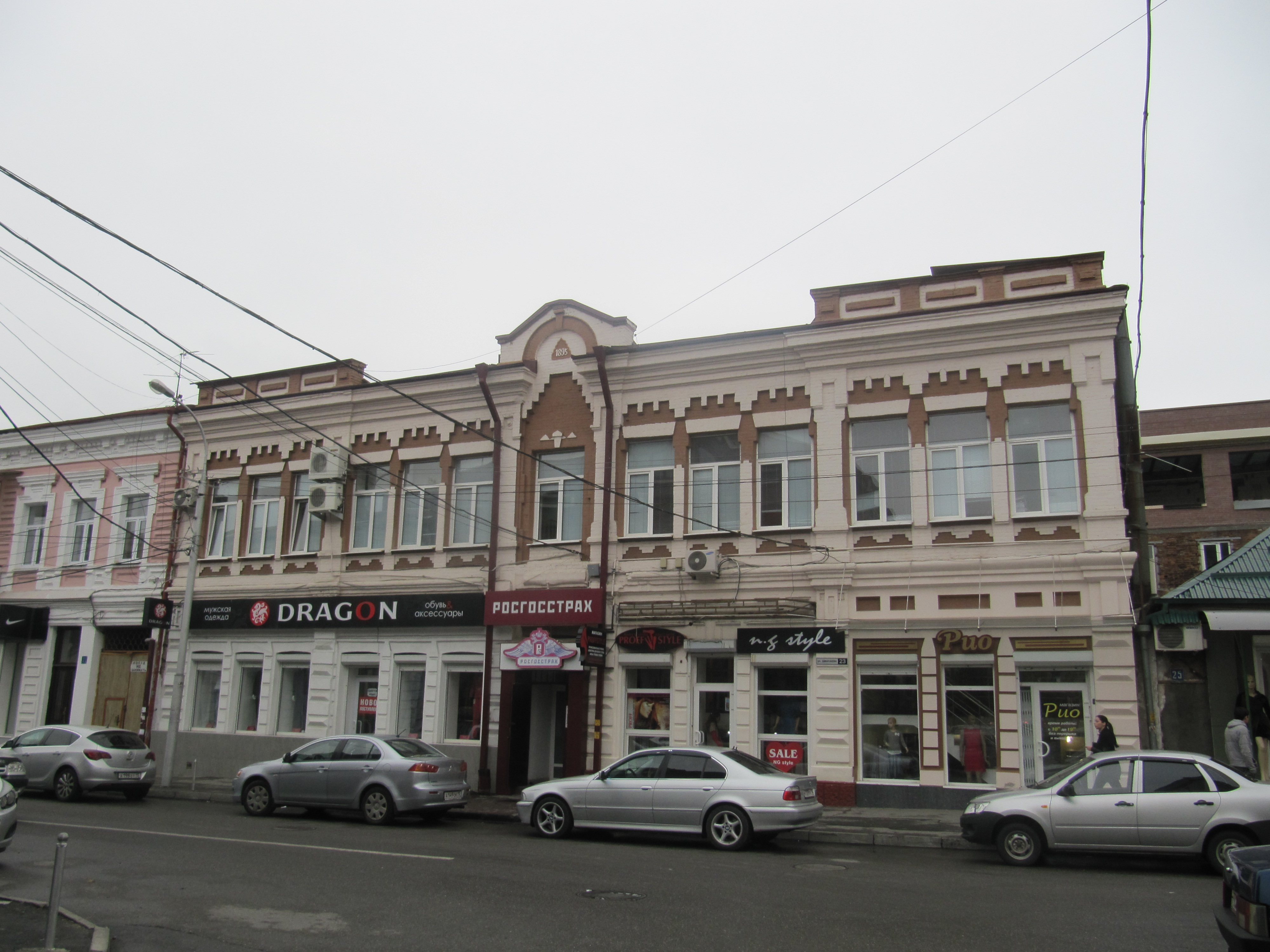
Дом № 23

Улица Джанаева — улица во Владикавказе, Северная Осетия, Россия. Находится в Иристонском и Промышленном муниципальных округах.

## Расположение
Берёт своё начало от улицы Огнева и тянется на восток до улицы Ватутина.
Улица Джанаева пересекается с улицами Баллаева, Миллера, проспектом Мира, с улицами Ленина, Революции, Маркуса, Тамаева и Маркова.
От улицы Джанаева на север начинаются улицы Рамонова, Ростовская и Железнодорожный переулок.
На улице Джанаева с юга заканчиваются переулок Вахтангова и улица Бородинская.
Пересекает бульвар, являющийся памятником природы.

## История
Улица названа в честь осетинского поэта Ивана Васильевича Джанаева.
Улица Базарная образовалась в начале XIX века. Название улицы произошло от базара, который прилегал к этой улице. В связи с тем, что поблизости от улицы находился железнодорожный вокзал, на улице располагались многочисленные торговые магазины и гостиницы. Улица Базарная была отмечена на карте «Кавказского края», которая издавалась в 60 — 70-е годы XIX века. Упоминается под этим же названием в Перечне улиц, площадей и переулков от 1911 года.
25 октября 1922 года улица Базарная была переименована в улицу 3-го Коминтерна.
В 1930-е годы была застроена площадь между улицами Базарной (Джанаева), Грозненской (Куйбышева) и Марьинской (Маркуса) была застроена жилыми зданиями, комплекс которого получил неофициальное название «Лондонский квартал».
17 июня 1947 года улица 3-го Коминтерна была переименована в улицу Джанаева.
В 1950-е годы на пересечении с улицей Маркова были возведены несколько жилых домов-сталинок. В 1970-е годы на улице была построена первая в городе девятиэтажка.
В 2010 году перед входом на Центральный рынок со стороны улицы Джанаева был совершён террористический акт, после которого была сужена проезжая часть перед Центральным рынком и организовано одностороннее движение на улице. На месте террористического акта была обустроена небольшая аллея.

## Объекты
Объекты культурного наследия
- д. l/ Огнева, 8 — памятник истории. В этом доме жил ученый-металлург Василий Гордеевич Агеенков[10];
- д. 4 — памятник истории. В этом доме в 1918—1919 годах жил председатель Совета Народных комиссаров Терской республики Яков Петрович Бутырин[10];
- д. 10 — памятник архитектуры[10];
- д. 11 — памятник архитектуры[10];
- д. 14/ Миллера, 14 — памятник истории. В этом доме жили участники борьбы за Советскую власть Георгий Николаевич Ильин (1918—1919) и Сергей Тимофеевич Кучиев (1929—1937)[10];
- д. 16/ проспект Мира, 39 — памятник истории. Дом, в котором проживал участник борьбы за советскую власть Т. Х. Бекузаров. Объект культурного наследия федерального значения[11];
- д. 17 — памятник истории. В этом доме жил Герой Советского Союза Борис Никитович Аршинцев (1910—1922)[10].
- д. 18/ проспект Мира 40 — памятник архитектуры. Бывший Дом общества приказчиков. В этом доме в 1917 г. состоялось первое легальное собрание социал-демократов Владикавказа. Здесь с 1930-х по 1975 год жила народная артистка РСФСР Варвара Савельевна Каргинова[10].
- д. 19 — памятник архитектуры[10];
- д. 20 — памятник архитектуры. Здание торговой фирмы «Киракозов—Оганов»[10];
- д. 21 — памятник истории. В этом доме жил и умер участник борьбы за Советскую власть Юрий Кондратьевич (Темурхан Черменович) Цаллагов (1921—1931)[10];
- д. 23 — памятник истории[10]. дом, в котором проходило Краевое совещание коммунистических организаций Дона и Кавказа[12].
- д. 31/ Ленина 60 / Маяковского 30 — памятник архитектуры. Дом, в котором в 1941—1942 годах формировались подразделения 47-й армии[10].
- д. 33/ Революции 49 — памятник истории. Дом, в котором в 1918—1919 гг. располагалось одно из первых предприятий Владикавказа, организованное рабочими[10].
- д. 34/ улица Маркуса, 4/ улица Тамаева, 33 — памятник истории. В доме проживали известные общественные деятели Северной Осетии: поэт Иван Васильевич Джанаев (1937—1947), поэт Татари Асланбекович Епхиев (1937—1958), артист Борис (Беса) Иванович Тотров (1937—1964), артист Соломон Кириллович Таутиев (1937—1939), деятель культуры Степан Николаевич Битиев (1946—1966), композитор Татаркан Ясонович Кокойты (1937—1949), участник колхозного строительства в Северной Осетии Мылыхо Цимирзаевич Цораев (1948—1976), зоолог Давид Абрамович Тарноградский (1937—1974), врач-хирург Солтанбек Савельевич Ханаев (1938—1942), писатель Кудзаг Габрелович Дзесов (1950—1981), участник борьбы за Советскую власть Угалык Дахцикоевич Едзиев (1937—1954)[10].
- д. 41/ 32 — памятник архитектуры[10].
- д. 42 — памятник архитектуры[10].
- д. 43 — памятник архитектуры. Бывший торговый дом по проекту архитектора Е. И. Дескубеса[10].
- д. 47 — памятник архитектуры[10].

Другие объекты
- Республиканская налоговая инспекция
- Здание бывшей гостиницы «Центральная»
- Здание бывшей гостиницы «Славянская»
- Здание бывшего жандармского управления
- Здание бывшей аптеки Бояржинского. В этом здании до сих пор работает аптека, деятельность которой не прекращалась со дня её основания[3].
- Здание бывшей гостиницы «Метрополь»
- Здание бывшей булочной на пересечении с проспектом Мира
- Первая во Владикавказе девятиэтажка